# 보안역
보안역(甫安驛)은 량강도 운흥군에 위치한 백두산청년선의 철도역이다.